# Имре Пожоњи
Имре Пожоњи (мађ. Pozsonyi Imre (Jesza Poszony, Emmerich Pozsonyi), Кишбер 26. фебруар 1882 — Будимпешта 2. октобар 1963, био је мађарски фудбалер и репрезентативац Мађарске.
Умро је 2. октобра 1963. у Будимпешти и положен је на Фаркашрети гробљу.

## Каријера

### Клуб
У фудбалској секцији пливачког удружења МУЕ играо је на позицији везног као стандардни члан прве једанаесторке (1901–1902). На првом фудбалском првенству 1901. године, он и његов тим су освојили друго место, а у сезони 1902. су завршили на 5. месту. Као играч МТК (1903–1906), сезону 1903. су завршили на 5. месту, у сезони 1904. постали шампиони а у сезони 1906. завршили су као трећи.

### У репрезентацији
Године 1902. појавио се у националној једанаесторици у првој званичној утакмици мађарске фудбалске репрезентације.

### Као национални судија
Године 1903. полаже теоријски и практични испит у Будимпешти пред Судијском испитном комисијом (ББ) МЛС. Био је активан на шампионатима које је контролисао и управљао фудбалски савез Мађарске. Између 1904. и 1908. сматра се једним од најбољих судија друге генерације фудбалског суђења. НБ II. Као главни судија водио је два меча.

### Тренерска каријера
Године 1921. постао је менаџер пољског клуба Краковија Краков, са којим је освојио прво национално првенство Пољске те године. 1921. такође је водио репрезентацију Пољске кроз њену прву међународну утакмицу, која је поражена од Мађарске у Будимпешти у децембру 1921. године.
У децембру 1922. постао је помоћник енглеског менаџера Џека Гринвела у ФК Барселони. Након Гринвеловог отпуштања августа 1923, он је преузео функцију главног тренера до октобра, када га је заменио Енглез Алф Споунсер. У јулу 1924. поново је био главни тренер, али га је у децембру заменио Енглез Коњерс „Ралф“ Кирби, под чијом управом је тим освојио Куп Шпаније и каталонско првенство до краја сезоне.
Априла 1926. постао је управник Грађанског из Загреба, данашњег загребачког Динама, са којим је освојио првенство Југославије 1926. Одатле је отишао у октобру, јер није могао да обнови радну дозволу. После неколико година проведених у Ујпешту у Будимпешти, где је 1927. постао вицешампион у купу и шампионату, неко време је провео у стручном штабу МТК-а. Почетком меча 1930. отишао је у Мексико да би постао менаџер Реал Клуб Еспања. Тамо је добио посао да замени Ђерђа Орта који се одлучио за посао у Чилеу. Пожоњи је са клубом освојио првенство 1930.
Вратио се у Будимпешту 1932. године поводом 30. годишњице прве утакмице између Мађарске и Аустрије у којој је учествовао.